# Doczo Christow
Doczo Nikołow Christow (bułg. Дочо Николов Христов, ur. 2 marca 1895 w Sewliewie, zm. 26 października 1945) – bułgarski prawnik i polityk, minister spraw wewnętrznych Bułgarii w latach 1943–1944, deputowany do Zgromadzenia Narodowego 25. kadencji.

## Życiorys
Ukończył gimnazjum w Sewliewie, a następnie podjął pracę nauczyciela w Łukowicie. W 1915 ukończył szkołę oficerów rezerwy i walczył na froncie I wojny światowej jako dowódca kompanii w 57 pułku piechoty. Za dzielność został odznaczony Orderem Waleczności. Po zakończeniu wojny związał się ze Zjednoczoną Partią Narodowo-Postępową, a od 1923 z Porozumieniem Demokratycznym. W tym czasie pełnił funkcję sekretarza ministra Cwjatko Boboszewskiego. W 1924 ukończył studia prawnicze na uniwersytecie sofijskim i podjął pracę adwokata. W latach 1924–1932 zasiadał w radzie miejskiej Sofii. W 1940 został wybrany deputowanym do Zgromadzenia Narodowego 25. kadencji. Frederich Chary określił Christowa jako jednego z czołowych antysemitów w gronie deputowanych.
We wrześniu 1943 objął stanowisko ministra spraw wewnętrznych w rządzie Dobriego Bożiłowa, które pełnił przez dziewięć miesięcy. Po przejęciu władzy przez komunistów ukrywał się u swojej rodziny. Skazany przez Trybunał Ludowy zaocznie na karę śmierci i konfiskatę mienia. 19 marca 1945 opuścił Sofię i z dokumentami na nazwisko Marko Totew przedostał się do Botewgradu, gdzie nadal się ukrywał, planując ucieczkę za granicę. Schwytany przez milicję 19 kwietnia 1945, pół roku później stracony.
26 sierpnia 1996 wyrok Trybunału Ludowego skazujący Christowa został unieważniony przez Sąd Najwyższy.